# محوطه مینه رود
محوطه مینه رود مربوط به دوران‌های تاریخی پس از اسلام است و در شهرستان رضوانشهر، بخش پره سر، روستای مینه رود واقع شده و این اثر در تاریخ ۱۲ تیر ۱۳۸۴ با شمارهٔ ثبت ۱۲۰۵۲ به‌عنوان یکی از آثار ملی ایران به ثبت رسیده‌است.